# Misgolas rodi
Misgolas rodi là một loài nhện trong họ Idiopidae.
Loài này thuộc chi Misgolas. Misgolas rodi được G. Wishart miêu tả năm 2006.